# Cleora neomenia
Cleora neomenia là một loài bướm đêm trong họ Geometridae.